# Rudolf Seeger
Rudolf Eugen Seeger (* 10. Februar 1901 in Ludwigsburg; † 30. November 1980 in Freiberg am Neckar) war ein deutscher Hammerwerfer.
Bei den Leichtathletik-Europameisterschaften 1934 in Turin wurde er Achter.
1933 wurde er Deutscher Meister.
Rudolf Seeger startete von 1924 bis 1933 für den SV Oßweil sowie 1934 und 1935 für den ASV Oßweil. 1936 wechselte er zu den Stuttgarter Kickers.